# Bevent
Bevent – miasto w Stanach Zjednoczonych, w stanie Wisconsin, w hrabstwie Marathon.